# Cimetière national de fort Bliss
Pour les articles homonymes, voir Cimetière national de fort Bliss (homonymie).
Le cimetière national de fort Bliss est un cimetière national des États-Unis dans l'Ouest du Texas, situé dans le fort Bliss, un poste de l'armée américaine près de la ville d'El Paso. Administré par le département des affaires des anciens combattants, il s'étend sur 82,1 acres (33,2 ha), et en 2014, contenait plus de 50 000 inhumations. Il est inscrit sur le Registre national des lieux historiques en 2016.

## Histoire

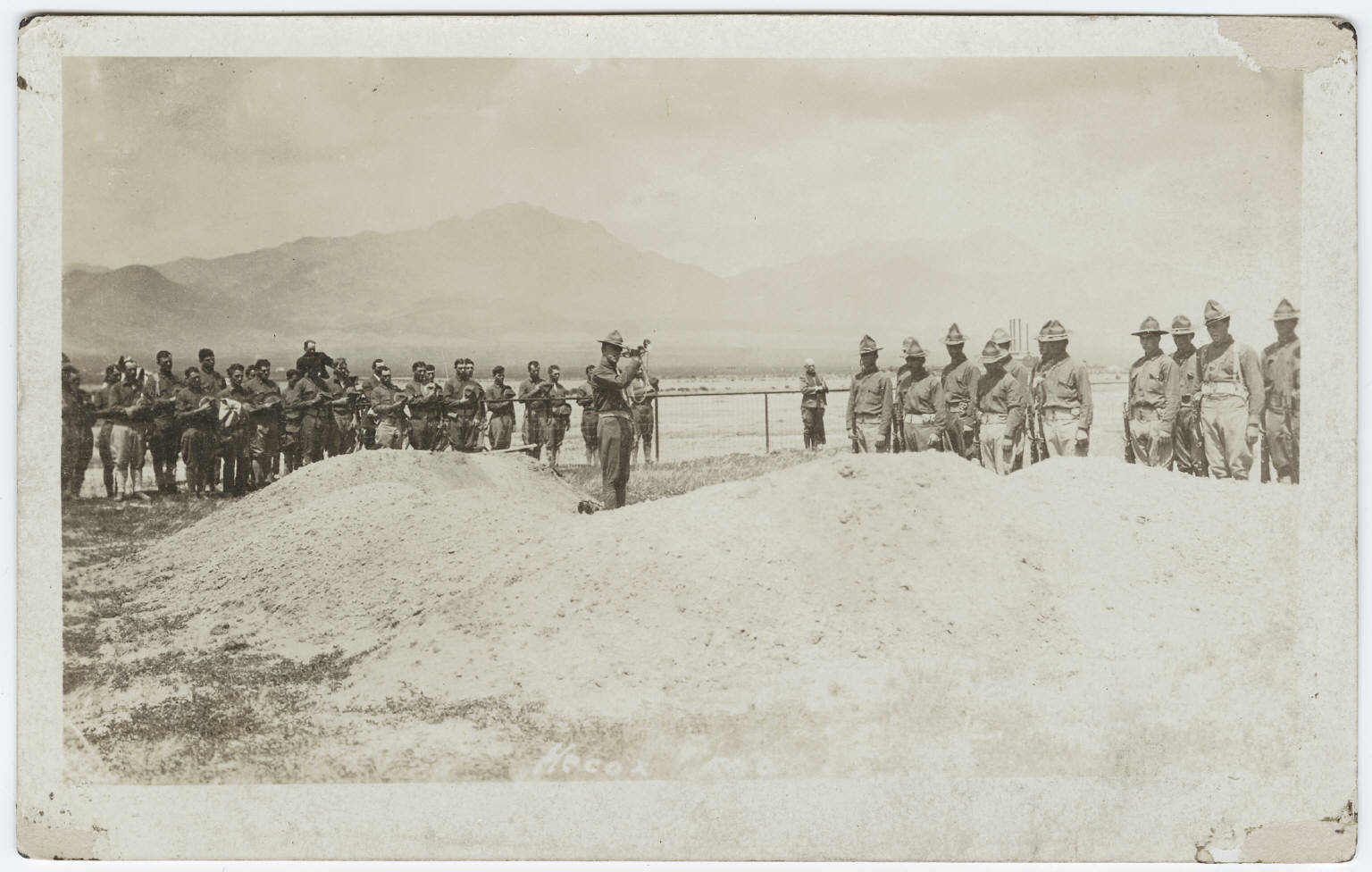
Un clairon à des funérailles militaires au cimetière du poste de fort Bliss.

Le fort Bliss n'est pas établi avant les années 1840, mais les sépultures sont réalisées dans la zone du cimetière dès 1833. Le fort est utilisé comme un poste de l'infanterie confédérée au cours de la guerre de Séession, un poste de la cavalerie pour la formation au cours de la première guerre mondiale, puis devient un camp de démobilisation après la guerre. Avant le déplacement du fort Bliss, les soldats sont enterrés à ce qui est maintenant Cleveland Square et la bibliothèque publique d'El Paso dans le centre-ville. Les soldats de l'Union qui y étaient enterrés, sont enlevés et inhumés au fort Snelling en 1883. En 1893, cet ancien cimetière de fort Bliss est donné à la ville d'El Paso.
En 1894, la zone où cimetière se trouve actuellement est désigné comme le cimetière du poste de fort Bliss. En 1914, le cimetière s'étend sur seulement 2,2 acres (0,9 ha), et 2,2 acres supplémentaires sont ajoutés pendant la guerre. En 1939, des fonds sont alloués pour des améliorations et des plans sont approuvés pour le désigner en tant que cimetière national.
Hormis les soldats américains, le cimetière national de fort Bliss est choisi par le gouvernement chinois comme lieu d'inhumation de 55 cadets de l'armée de l'air chinoise qui sont morts pendant leur formation à la forteresse en 1944. Il y a aussi plusieurs prisonniers de guerre allemands, et trois civils japonais, qui ont été transférés d'un cimetière de Lordsburg, au Nouveau-Mexique, ainsi que d'un scientifique allemand qui est mort tout en participant à des projets de recherche au fort Bliss au cours de la seconde guerre mondiale. Un officier de la Royal Air Force britannique lors de la même guerre est également enterré ici.
En 1955, pour faire place à une nouvelle construction dans le quartier central des affaires de la Nouvelle-Orléans, en Louisiane, les restes  du lieutenant-colonel William Wallace Smith Bliss (1815-1853) qui a donné son nom au fort, sont exhumés du cimetière de Girod Street à la Nouvelle-Orléans et sont transférés au fort Bliss, avec le monument érigé en sa mémoire.
En juin 1973, l'administration des anciens combattants prend la direction opérationnelle du cimetière. Dans les années 1990, vingt acres sont ajoutés au cimetière qui ont été donnés par le département de l'armée.
En 2002, le cimetière utilise 90 millions de gallons d'eau par an afin de garder l'herbe verte. Des plans pour en faire un cimetière xérophile commencent à être discutés en 2002. Le projet est contesté par beaucoup qui estiment que cela rendrait le cimetière moins digne ou respectueux, selon le El Paso Times. En 2007, le cimetière est rendu xérophile avec un budget de 4,2 millions de dollars pour convertir le terrain. William F. Tuerk, directeur de l'administration des cimetières nationaaux supervise le changement. En 2013, le cimetière a remporté le prix d'excellence environnemental du Texas parce qu'il génère une économie moyenne de 400 000 $ par an en raison de la réduction des coûts d'arrosage et d'entretien. En 2013, près de 100 tombes commencent à s'enfoncer dans le cimetière en raison de fortes pluies dans la région. Finalement, de 1 300 tombes sont endommagées, entraînant une enquête des géologues, Diane Doser et Lixin Jin et du représentant Joe Moody sur la cause du problème dans le cimetière.

## Monuments notables
- Un monument dédié aux gardes côtiers des États-Unis et de la Marine qui sont morts dans l'attaque sur Pearl Harbor, est érigé par l'association des survivants de Pearl Harbor en 1984.
- L'ordre militaire des guerres mondiales, un monument dédié aux officers en service militaire, est construit en 1986.
- Le monument des prisonniers de guerre américains, dédié à tous les prisonniers de guerre, est construit en 1986.

## Notable des inhumations

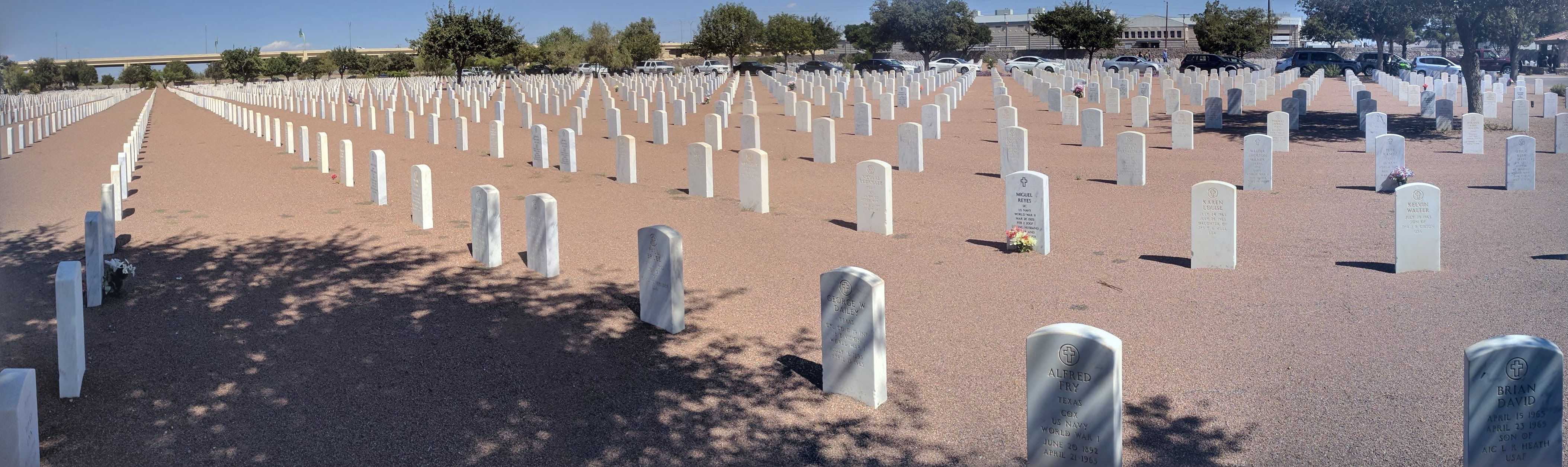
Vue panoramique d'une partie nord-est du cimetière

### Récipeindaire de la médaille d'honneur
- Caporal Frank Bratling (1845-1873), pour son action dans  le territoire du Nouveau-Mexique pendant les Guerres Indiennes (cénotaphe)[12]
- Sergent maître Victor Hugo Espinoza (1928-1986), pour son action lors de la guerre de corée[13]
- Sergent d'état-major Ambrosio Guillen (1929-1953), pour son action lors la guerre de Corée.[4]
- Soldat George Hooker (1847-1873), pour son action dans le territoire de l'Arizona pendant les guerres Indiennes (cénotaphe)[14]
- Le caporal Benito Martinez (1932-1952), pour l'action dans la Guerre de corée.[4]

### Autres
- Major général Terry de la Mesa Allen, Sr (1888-1969), vétéran décoré de la première guerre mondiale et commandant de division de la seconde guerre mondiale
- Lieutenant-colonel William Wallace Smith Bliss (1815-1853), adjudant général de la division occidentale de l'armée, en 1850. Il a épousé la plus jeune fille du résident Zachary Taylor.[4]
- Lieutenant-général Hobart R. Gay (1894-1983), général  de la seconde guerre mondiale et commandant de division de la guerre de Corée[15]
- Daniel Richard "Dan" Haggerty (1948-2013), vétéran de la guerre du Viêt Nam et membre de la cour du commissaire du comté d'El Paso Commissaire
- Sherman Hemsley (1938-2012), acteur et vétéran de l'armée de l'air des États-Unis[16]
- Brigadier général S. L. A. Marshall (1900-1977), historien militaire et auteur
- Ray Salazar (1931-2016), ancien maire de El Paso (1977-1979)[17]
- Colonel John Stapp (1910-1999), M. D., Ph. D., pionnier dans l'étude des effets de l'accélération et de la décélération des forces sur les êtres humains.
- Goose Tatum (1921-1967), star des Harlem Globetrotters et vétérans de l'armée de l'air de l'armée de la seconde guerre mondiale.[4]
- Sergent major de l'armée (SMA) William O. Wooldridge (1922-2012), premier sergent major de l'armée